# Odin Teatret
Das Odin Teatret ist eine multikulturelle dänische Theatergruppe, die sich stark der interkulturellen Erforschung theatralen Ausdrucks widmet. Sie wurde 1964 in Oslo von Eugenio Barba gegründet und zog 1966 nach Holstebro in Dänemark, wo sie „Nordisk teaterlaboratorium“ zu ihrem Namen fügten und wo die Gruppe heute noch beheimatet ist. Das Odin Teatret ist zudem die Basis der 1979 auch von Barba gegründeten International School of Theatre Anthropology (ISTA) und des 2002 gegründeten Centre for Theatre Laboratory Studies (CTLS). Zumindest in der Anfangszeit arbeitete es mit den Mitteln des Straßentheaters.

## Geschichte
Das Odin Teatret wurde im 1. Oktober 1964 von Eugenio Barba in Oslo gegründet. Die Mitglieder waren vier junge Menschen, die an der staatlichen Theaterschule in Oslo abgelehnt worden waren. Das Odin probte zunächst in einem alten Luftschutzbunker. Ihre erste Produktion Ornitofilene, geschrieben von Jens Bjørneboe, wurde in Norwegen, Schweden, Finnland und in Dänemark gezeigt. Hier wurden sie vom damaligen Bürgermeister von Holstebro eingeladen, ein Theaterlaboratorium einzurichten. Als Gegenleistung wurden ihnen ein alter Bauernhof und eine kleine finanzielle Unterstützung in Aussicht gestellt. Seit Juni 1966 ist das Odin Teatret dort beheimatet. Das „Nordisk teaterlaboratorium“ wurde als Dachorganisation des Theaters und aller seiner Aktivitäten eingerichtet.
Seit 1984 ist das Odin Teatret eine selbstverwaltete Institution. Heute hat es einen permanenten und bezahlten Stamm von etwa 20 Leuten, zu denen Schauspieler, Techniker und administrative Mitarbeiter zählen. Sowohl die Aktivitäten des Theaters als auch die Herkunft seiner Mitglieder erstrecken sich über mehrere Kontinente und die drei Gründungsmitglieder Tage Larsen, Else Marie Laukvik und Torgeir Wethal sind immer noch dabei. Zu den aktuellen Mitgliedern zählen auch Roberta Carreri, Iben Nagel Rasmussen und Julia Varley, die auf eine ähnlich lange aktive Mitgliedschaft zurückblicken können.
Das Theaterlaboratorium entwickelte sich durch Aufführungen, Forschung, Seminare, Kurse und Filme sowohl in Dänemark als auch im Ausland zu einem interkulturellen und interdisziplinären Netzwerk und Treffpunkt für (angehende) Schauspieler aus aller Welt. Zu den eingeladenen Gastdozenten zählten so bekannte Künstler wie Jean-Louis Barrault, Dario Fo, Étienne Decroux, Jacques Lecoq, Jerzy Grotowski und Joseph Chaikin. Bereits in den 1960er-Jahren schuf es eine Bücherei und einen Verlag, um die Geschichte und die Aktivitäten des Odin zu dokumentieren. Einen ersten Namen machte sich der Odin Teatret Forlag durch die Übersetzung und Erstausgabe von Grotowskis Towards a Poor Theatre, das danach in mehr als fünfzehn Sprachen übersetzt wurde.

## Aktivitäten
Zu den Aktivitäten des Nordisk teaterlaboratorium Odin Teatret zählen:
- die Präsentation eigener Produktionen in Holstebro, in Dänemark und im Ausland
- sogenannte „barters“ (engl. für „Austausch, Tauschhandel, Gegengeschäft“) mit verschiedenen sozialen und kulturellen Milieus in Holstebro und im Ausland
- die Organisation von Treffen für Theatergruppen
- didaktische Tätigkeiten in Dänemark und im Ausland
- die Publikation von Magazinen und Büchern sowie die Produktion von didaktischen Filmen
- theateranthropologische Forschung durch die ISTA
- zeitweilige Aufführungen des multikulturellen Theatrum-Mundi-Ensembles
- die Zusammenarbeit des CTLS mit der Universität Aarhus
- die jährliche Holstebro Festuge (dän. für „Festwoche“) und die jährliche Odin-Woche
- das dreijährlich stattfindende Festival Transit, das sich dem Thema „Frauen im Theater“ widmet
- Kindertheater, Ausstellungen, Konzerte, Runder-Tisch-Gespräche, kulturelle kommunale Tätigkeiten in Holstebro und Umgebung.

## Aufführungen
Seit seiner Gründung erarbeitete das Odin Dutzende von Aufführungen, die in über 60 Ländern unter den verschiedensten sozialen und kulturellen Bedingungen gezeigt wurden und unter denen sich einige noch im aktuellen Repertoire finden. Eine erste Aufführung von Brecht's Ashes, ursprünglich 1980 aus einer Montage seiner Schriften erarbeitet, musste aufgrund eines Nutzungsverbots der Erben Brechts zu dem im deutschsprachigen Raum bekannten Brechts Asche 2 umgearbeitet werden, das 1982 in Holstebro uraufgeführt wurde. Zu den aktuelleren Stücken gehört etwa Andersen's Dream zum zweihundertsten Geburtstag von Hans Christian Andersen 2005. Da das Theater selbst ein vollständiges Archiv unterhält, das zudem auch Bilder und Videos zur Verfügung stellt, wird hier auf die übliche Aufzählung exemplarischer Stücke sowie auf eine Filmografie verzichtet und auf die Internetadresse des Archivs unter den Weblinks verwiesen.
Auch in Deutschland war das Odin Teatret im Rahmen von Gastspielen mit Brechts Asche 2, einem Stück über das Vermächtnis Brechts („Wie mit den Toten sprechen?“), mit Millionen und mit Oxyrhincus Evangeliet (das Oxyrhincus-Evangelium nach „einer ägyptischen Stadt, in der einige der frühesten christlichen Schriften gefunden wurden“) vertreten, einer „Vorstellung, die den Geist unserer Zeit beschwört. Sie handelt von einer Revolte, die lebendig begraben wird, von den Banalisierungen der Grausamkeit, vom tagtäglichen Akzeptieren des Bösen, als sei es unvermeidlich.“

## Eugenio Barba
Eugenio Barba emigrierte 1954 nach Norwegen, wo er an der Universität Oslo norwegische Literatur und Religionsgeschichte studierte. Nach einem dreijährigen Aufenthalt an Jerzy Grotowskis Theater der 13 Reihen in Opole und einer Reise nach Indien, wo er sich mit dem Kathakali beschäftigte, ging Barba nach Oslo zurück, studierte Anthropologie und Sanskrit und wollte Regisseur werden, doch da er als Ausländer in Norwegen keine Möglichkeiten an institutionalisierten Bühnen sah, gründete er 1964 das Odin Teatret. Zum Namen und zu den Zielen sagte er anlässlich des Theater-Festivals 79 in München 1979:

„Der Name unseres Theaters ist kein Zufall. Es erscheint uns natürlich, daß es nach der Gewalt benannt ist, die unser Jahrhundert so tief geprägt hat: der Kriegsgott Odin, der große Berserker. [...] Unser Theater will weder amüsieren noch Thesen propagieren. Es will einfach Fragen stellen, auf die jeder selbst eine Antwort finden muß; die wirklich engagierte Kunst liefert keine guten Antworten, sondern begnügt sich damit, gute Fragen zu stellen.“

## ISTA und CTLS

### ISTA
1979 gründete Barba die International School of Theatre Anthropology (ISTA) als eine Art von Universität und multikulturelles Netzwerk für Schauspiel(schül)er mit Schwerpunkten auf Theateranthropologie und dem Austausch unterschiedlicher schauspielerischer und tänzerischer Traditionen und deren technischer Umsetzung sowie der internationalen Zusammenarbeit der Teilnehmer. Seine Treffen finden periodisch auf Anfragen von nationalen und internationalen kulturellen Institutionen statt und beschäftigen sich mit jeweils einem Thema, das durch praktische Arbeiten, Arbeitsdemonstrationen und vergleichender Analyse abgehandelt wird. Dafür können sich eine begrenzte Anzahl von Schauspielern, Tänzern, Regisseuren, Choreografen, Schülern und Theaterkritikern anmelden. Seit der Gründung fanden dessen Treffen in Bonn (1980), Volterra und Pontadera (1981), Blois und Malakoff in Frankreich (1985), Holstebro (1986), Salento (1987) und Bologna (1990) in Italien, Brecon und Cardiff in Großbritannien (1992), Londrina in Brasilien (1994), Umeå in Schweden (1995), Kopenhagen (1996), Montemor-o-Novo und Lissabon in Portugal (1998), Bielefeld (2000), Sevilla (2004) und Warschau (2005) statt.
Seit 1990 hat die ISTA in Kollaboration mit der Universität Bologna die „Universität für eurasisches Theater“ organisiert. Ein anderer Schwerpunkt liegt auf dem Theatrum-Mundi-Ensemble, das seit den frühen 1980ern mit einem festen Stamm von asiatischen und Odin-Schauspielern Vorstellungen unter der Verbindung der verschiedenen kulturellen und sozialen Herkünfte gibt.

### CTLS
2002 wurde in Zusammenarbeit mit der Universität Aarhus das Centre for Theatre Laboratory Studies (CTLS) eingerichtet. Neben der Dokumentation und der Archivierung aller Aktivitäten des Odin untersucht das CTLS historische und zeitgenössische Theaterlaboratorien, bereitet den Austausch zwischen nationalen und internationalen Theaternetzwerken vor und initiiert Seminare und Konferenzen.

## Leistungen
Die spezielle Odin-Kultur gründet sich auf Anerkennung von kultureller Verschiedenheit und gegenseitigem Austausch. Nicht nur durch seine Aufführungen, sondern auch durch seine verschiedensten didaktischen Aktivitäten entwickelte es sich zu einem Bezugspunkt und Zentrum vor allem für freie Theatergruppen auf der ganzen Welt.

## Werke
- Eugenio Barba, Ferdinando Taviani: The Floating Islands. Reflections with Odin Teatret. Drama, 1979
- Eugenio Barba, Iben Nagel Rasmussen: Bemerkungen zum Schweigen der Schrift. Herausgegeben von Christoph Falke und Walter Ybema, Verlag der Theaterassoziation, Schwerte 1983